# آل‌کی‌پاپ
آل‌کی‌پاپ (انگلیسی: Allkpop; کره‌ای: 올케이팝은) یک وبگاه به زبان انگلیسی دربارهٔ اخبار پاپ کره‌ای و سخن‌چینی است. این وبگاه در ۳۰ اکتبر ۲۰۰۷ راه‌اندازی شد و مقر آن در اجواتر، نیوجرسی قرار دارد و متعلق به شرکت مادر خود یعنی 6Theory Media است. آل‌کی‌پاپ یکی از پرطرفدارترین وبگاه‌های خبری کی‌پاپ با بیش از هفت و نیم میلیون خواننده در ماه است و مقالات آن اغلب توسط نشریات متعدد در سراسر جهان استناد می‌شود. کره هرالد در فهرست وبگاه‌های مفید خود، آل‌کی‌پاپ را «سریع‌ترین منبع خبری» برای کی-پاپ معرفی کرده‌است.